# A Christmas Revenge
A Christmas Revenge ist ein verschollener US-amerikanischer Stummfilm-Western und Weihnachtsfilm des Regisseurs Gilbert M. Anderson aus dem Jahr 1915. Anderson spielt auch die Hauptrolle des Broncho Billy.

## Handlung
Broncho Billy gerät in Wut, als ein Fremder in die Stadt kommt und die Zuneigung der von ihm geliebten Lehrerin des Ortes gewinnt. Am Tag der Hochzeit beginnt er in der Kirche eine Schießerei und verwundet den Bräutigam. Vor seiner Flucht über die Grenze hinterlässt er die Nachricht, dass er seine Tat am Weihnachtstag vollenden werde. An Weihnachten kehrt er zurück und fängt den Darsteller des Weihnachtsmanns ab. Mit Hilfe des Weihnachtsmann-Kostüms verschafft er sich Zugang zur Kirche. Im letzten Augenblick besinnt er sich und lässt den Fremden unbeschadet, als Weihnachtsgeschenk an seine frühere Geliebte.

## Hintergrund
A Christmas Revenge ist eine Produktion der Essanay Film Manufacturing Company und kam am 18. Dezember 1915 in die Kinos. Der Film ist eine Adaption der Kurzgeschichte A Chaparral Christmas Gift des US-amerikanischen Schriftstellers O. Henry. Die Vorlage wurde 1910 mit 23 weiteren Kurzgeschichten in dem Sammelband Whirligigs veröffentlicht.